# Caitlin Leverenz
Caitlin Leverenz est une nageuse américaine née le 26 février 1991 à Tucson. En 2012, elle remporte la médaille de bronze aux Jeux olympiques en 200 m 4 nages. Elle termine aussi dans ces Jeux sixième de la finale du  400 m 4 nages.